# Eudorylas titanus
Eudorylas titanus är en tvåvingeart som beskrevs av Kuznetzov 1990. Eudorylas titanus ingår i släktet Eudorylas och familjen ögonflugor. Inga underarter finns listade i Catalogue of Life.